# Imunopatologia
Imunopatologia é a ciência que estuda as lesões e doenças produzidas pela resposta imunitária. Podem ser agrupadas em quatro categorias de estudo: doenças por hipersensibilidade, doenças auto-imunes, imunodeficiências e rejeição de transplantes.

## Hipersensibilidade
Os estados de Hipersensibilidade resultam de uma hiperplasia do sistema linfo-reticular, com aumento das suas funções, ocasionada pela introdução no organismo de substâncias antigênicas. O processo hiperplásico poderá ser dominante em alguns dos setores desse sistema, ou poderá estender-se a todos eles.Quando dominante ao setor das células formadoras de anticorpos humorais (linfócitos medulares, plasmócitos) ocorrerão as formas de hipersensibilidade de respostas imediatas (Anafilaxia, Alergia reagínica, Fenômeno de Arthus, Doença do Sôro); quando acomete o pequeno linfócito de origem tímica, instalar-se-ão as formas de hipersensibilidade do tipo retardado (Alergia bacteriana, Alergia de contato, reação Hospedeiro-Enxêrto, reação Enxêrto-hospedeiro). Quando a hiperplasia se estende aos dois setores de células, ocorrerão estados de hipersensibilidade mistos, humorais e celulares.  
No mesmo sistema linfo-reticular também poderão ocorrer alterações que o levam a padecer de condições neoplásicas (linfomas, plasmacitomas) ou a condições com deficiência da sua função imunológica (hipoplasia do sistema).
A formação de anticorpos humorais e "celulares" se acompanha, em geral, de uma série de reações físico-químicas e biológicas facilmente evidenciáveis, tais como, rápida eliminação do antígeno, neutralização de toxinas, aglutinação de bactérias, imunoaderência, fixação do complemento e citólise, opsonização e fagocitose, etc.
No entanto, nem sempre essas reações conduzem a resultados benéficos (imunização, aumento da resistência, proteção).
Quando as células do sistema linfo-reticular experimentam um segundo contato como antígeno específico (o que deu origem aos anticorpos, e que não se mostrou tóxico no primeiro contato), pode ocorrer uma sintomatologia de intensidade e duração variáveis, de todo nociva ao organismo, capaz, inclusive de levá-lo à morte.
A esse fenômeno, também na dependência de mecanismos imunológicos, dá-se o nome de Hipersensibilidade Específica. Estes estados podem ocorrer em inúmeras condições, algumas artificialmente produzidas, outras de ocorrência natural, ou associadas às doenças infecciosas.